# Noblesville Boom
Noblesville Boom sind ein Basketballteam der NBA G-League, das in Noblesville, Indiana, beheimatet ist und ursprünglich in Fort Wayne angesiedelt war. Es st das Farmteam der Indiana Pacers.

## Geschichte
Die Fans konnten selber über den Namen des Franchise entscheiden. Auf der Website des Teams musste man sich zwischen den vier Namen Lightning, Fire, Coyotes und Mad Ants entscheiden. Am 18. Juni 2007 wurde bekannt gegeben, dass das Team Mad Ants heißt. Der Name wurde dem Team zu Ehren von Mad Anthony Wayne, dem Namensgeber von Fort Wayne gegeben. Ihre Spiele trugen die Mad Ants im Allen County War Memorial Coliseum aus.
Am 5. Juli 2007 wurde bekannt gegeben, dass die Mad Ants das Farmteam der Detroit Pistons und der Indiana Pacers sein würden. Zufällig sind die Detroit Pistons in Fort Wayne, unter ihrem damaligen Namen Fort Wayne Zollner Pistons, von Fred Zollner gegründet worden. Am 3. September 2008 wurde bekannt gegeben, dass für die Saison 2008–2009 die Mad Ants auch ein Farmteam der Milwaukee Bucks sein würden. Schließlich kamen 2012 die Charlotte Bobcats als vierte Partnermannschaft der NBA hinzu.
Die bislang erfolgreichste Saison der Club-Geschichte wurde die Spielzeit 2013/14, als die Mad Ants bis in die Play-off-Finalserie der G-League einziehen und mit unter anderen dem deutschen Nationalspieler Tim Ohlbrecht, der nach Vereinswechsel seine zweite G-League-Meisterschaft in Folge feierte, dort den erneuten Vizemeister Santa Cruz Warriors bezwingen konnten. Dies war für die Mad Ants die erste Meisterschaft in ihrer Geschichte. Mit Beginn der Saison 2014/15 waren die Mad Ants das einzige Farmteam der G-League, das als unabhängige Franchise noch keine exklusive Vereinbarung mit einem einzigen NBA-Klub hatte, sondern stattdessen als Kooperationspartner für 13 Klubs fungierte, die wiederum ihrerseits noch keine exklusive Vereinbarung mit einer G-League-Franchise geschlossen hatten. Im Jahr darauf wurden sie jedoch zum alleinigen Farmteam der Indiana Pacers.
Am 16. April 2025 haben die Indiana Pacers die Indiana Mad Ants in Noblesville Boom umbenannt. Das Team hat seinen Sitz in Noblesville, wo in The Arena at Innovation Mile die Heimspiele ausgetragen werden.